# Эмма (фильм Дугласа Макграта)
«Э́мма» (англ. Emma) — романтическая кинокомедия 1996 года по одноимённому роману Джейн Остин.

## Сюжет
Незамужняя молодая девушка Эмма Вудхаус живёт вместе с вдовым отцом в предместье Лондона и от нечего делать пытается устроить личное счастье своих знакомых, сводя их друг с другом. Она берёт под свою опеку Гарриет Смит, однако мистер Элтон — жених, которого Эмма выбрала для девушки, — влюбляется в саму сваху.

## В ролях
- Гвинет Пэлтроу — Эмма Вудхаус
- Денис Хоторн — мистер Вудхаус
- Джереми Нортэм — мистер Найтли
- Брайан Капрон[англ.] — Джон Найтли
- Карен Уэствуд[англ.] — Изабелла Найтли
- Филлида Ло — миссис Бейтс
- Софи Томпсон — мисс Бейтс
- Полли Уокер — Джейн Фэйрфакс
- Юэн Макгрегор — Фрэнк Черчилл
- Джеймс Космо — мистер Уэстон
- Грета Скакки — миссис Уэстон
- Алан Камминг — мистер Элтон
- Джульет Стивенсон — миссис Элтон
- Кэтлин Байрон — миссис Годдард
- Тони Коллетт — Гарриет Смит
- Эдвард Вудалл[англ.] — мистер Мартин
- Ребекка Крейг — мисс Мартин

## Награды и номинации
Ниже приведён список основных наград и номинаций. Полный перечень — на сайте IMDB.
| Премия           | Категория                                 | Имя            | Результат |
| ---------------- | ----------------------------------------- | -------------- | --------- |
| Оскар            | Лучшая музыка к фильму                    | Рэйчел Портман | Победа    |
| Оскар            | Лучший дизайн костюмов                    | Рут Майерс     | Номинация |
| Satellite Awards | Лучшая женская роль в комедии или мюзикле | Гвинет Пэлтроу | Победа    |